# Veerle Dejonghe
Veerle Dejonghe (1972) is een Vlaamse actrice, die actief is geweest bij het Echt Antwaarps Teater en 't Arsenaal. Haar bekendste rollen zijn die van Esther in Matroesjka's, Kato in De Wet volgens Milo en die van dom blondje in Grappa. Als zangeres werkte Dejonghe mee aan het album Modderstroom van de Sint Andries MC's.

## Filmografie

### Film
- Crimi Clowns 2.0: Uitschot - Rachel Rubbens (2016)
- Crimi Clowns: De Movie - Rachel Rubbens (2013)
- De Hel van Tanger - Veronique (2006)

### Televisie - vaste rollen
- Crimi Clowns - Rachel Rubbens (2012-2018)
- Matroesjka's 2 - Esther Van de Walle (2008)
- Grappa - Dom blondje (2006-2008)
- De Wet volgens Milo - Kato (2005)
- Matroesjka's - Esther Van de Walle (2005)
- Familie - Noortje Moortgat (1997-1999)
- Zomerrust - Daisy (1993-1994)

### Televisie - gastrollen
- Zone Stad - Liesbeth (2010)
- F.C. De Kampioenen - Zohra (2007)
- Aspe - Lieve Quagebuer (2007)
- F.C. De Kampioenen - Barbara (2006)
- Team Spirit - de serie - Linda (2003)
- Dennis - Mireille (2002)
- Nonkel Jef - Annelies (1996)
- Familie - Birgit Van den Sompel (1992-1993)
- Zomerrust - Daisy (1993)
- Drie mannen onder één dak - Vicky (1991)